# Amer Gojak
Amer Gojak (* 13. Februar 1997 in Sarajevo) ist ein bosnisch-herzegowinischer Fußballspieler, der aktuell bei Ferencváros Budapest unter Vertrag steht.

## Karriere
Gojak begann seine Karriere in seiner Heimatstadt beim FK Željezničar Sarajevo. Im Januar 2014 wechselte er zum Stadtrivalen FK Olimpic Sarajevo, für den er im März 2014 in der Premijer Liga debütierte. Im Februar 2015 wechselte er nach Kroatien zu Dinamo Zagreb.
2020 wurde er mit Kaufoption an den FC Turin verliehen. 2022 wechselte er zum ungarischen Club Ferencváros Budapest.

### Nationalmannschaft
Nachdem Gojak bereits für diverse Jugendnationalmannschaften Bosnien-Herzegowinas zum Einsatz gekommen war, debütierte er im November 2018 für die A-Nationalmannschaft.

## Erfolge
- Kroatischer Meister: 2015/16
- Ungarischer Meister: 2022/23, 2023/24